# アルトゥール・ジョルジェ
アルトゥール・ジョルジェ・ブラガ・デ・メロ・テイシェイラ（Artur Jorge Braga de Melo Teixeira、1946年2月13日 - 2024年2月22日）は、ポルトガル・ポルト出身の元サッカー選手。元サッカー指導者。現役時代のポジションはフォワード。

## 経歴
FCポルトのジュニアチームでプレーした後、アカデミカ・コインブラ、SLベンフィカ、CFベレネンセスでプレーした。現役時代スーペル・リーガで4回、タッサ・デ・ポルトガルで2回優勝、得点王にも2回輝いた。エウゼビオ、ルイ・ジョルダン、タマニニ・ネネの存在もありポルトガル代表ではわずか16試合しか出場できなかった。
現役引退後、東ドイツのライプツィヒでサッカーやトレーニング方法について学んだ。数チームの監督を経て1984年よりFCポルトの監督に就任、スーペル・リーガで3回優勝、タッサ・デ・ポルトガルで2回優勝した。1987年のUEFAチャンピオンズカップ決勝でバイエルン・ミュンヘンを2-1で破り優勝した。
その後パリ・サンジェルマンFCの監督になった彼は1993-94シーズンにリーグ・アン優勝を果たした。またスイス代表、ポルトガル代表、カメルーン代表監督も務めた。
2024年2月22日の朝に病気のためリスボンで死去。78歳没。

## タイトル

### 選手
ベンフィカ
- スーペル・リーガ：1971, 1972, 1973, 1975
- タッサ・デ・ポルトガル：1970, 1972

### 指導者
FCポルト
- スーペルタッサ・カンディド・デ・オリベイラ：1984, 1986, 1990
- スーペル・リーガ：1985, 1986, 1990
- UEFAチャンピオンズカップ：1987
- タッサ・デ・ポルトガル：1991

パリ・サンジェルマンFC
- リーグ・アン：1994
- クープ・ドゥ・フランス：1993

アル・ヒラル
- アラブ・スーパーカップ：2001
- サウジ・プレミアリーグ：2002
- アジアカップウィナーズカップ：2002

CSKAモスクワ
- ロシア・スーパーカップ：2004